# Jungsan-dong
Jungsan-dong (koreanska: 중산동) är en stadsdel i staden Goyang i provinsen Gyeonggi i den nordvästra delen av Sydkorea, 21 km nordväst om huvudstaden Seoul. Den ligger i stadsdistriktet Ilsandong-gu.